# Plan de los Rodríguez
Plan de los Rodríguez es una localidad del estado mexicano de Jalisco. Es parte del municipio de Lagos de Moreno.

## Demografía
| Gráfica de evolución demográfica |
|                                  |

| Censo | Población |
| ----- | --------- |
| 1970  | 188       |
| 1980  | 248       |
| 1990  | 292       |
| 2000  | 623       |
| 2010  | 909       |
| 2020  | 1 055     |